# Katō
Katō è una città giapponese della prefettura di Hyōgo.